# Inflorescencia

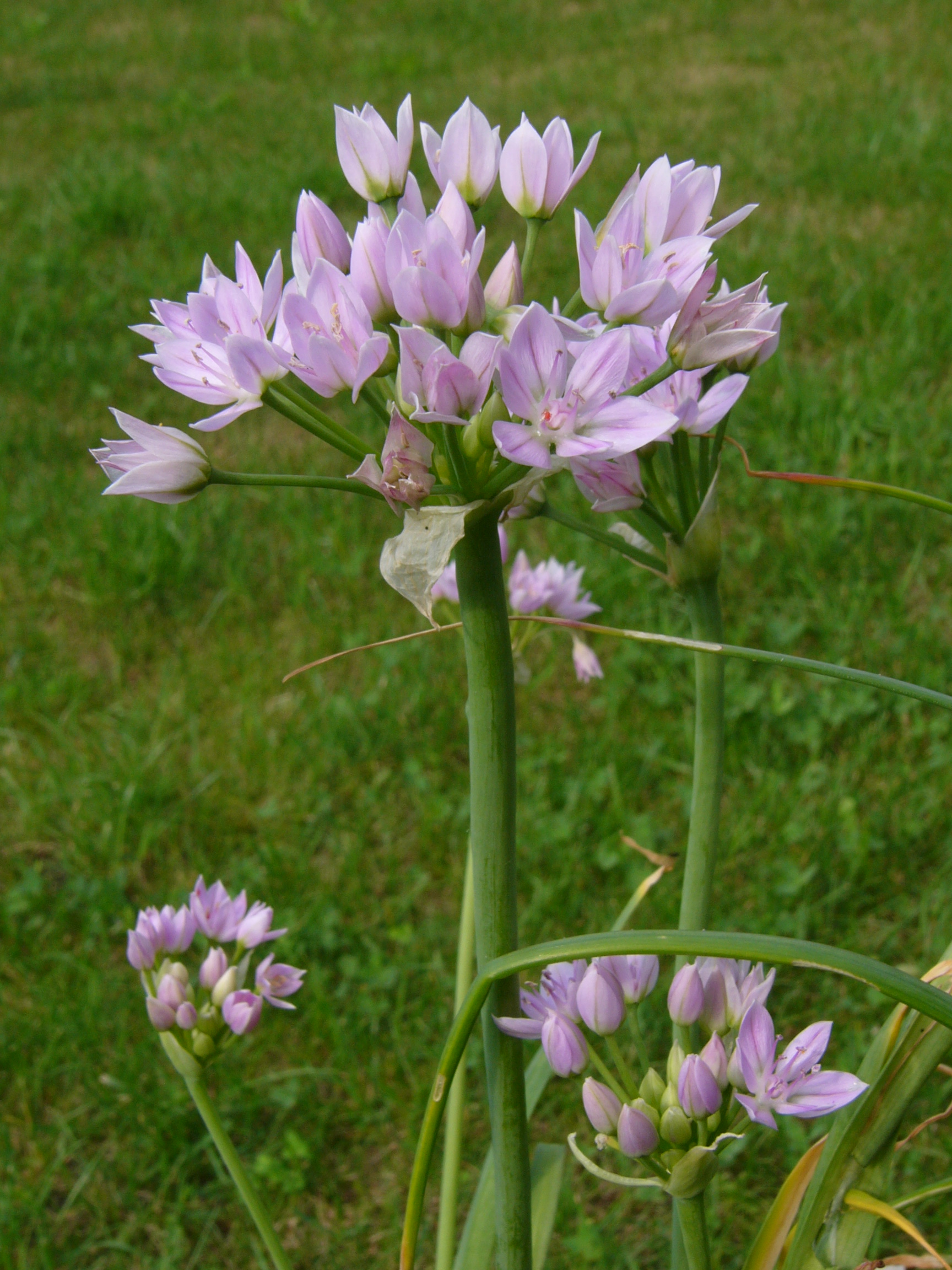
Inflorescencia de Allium roseum.

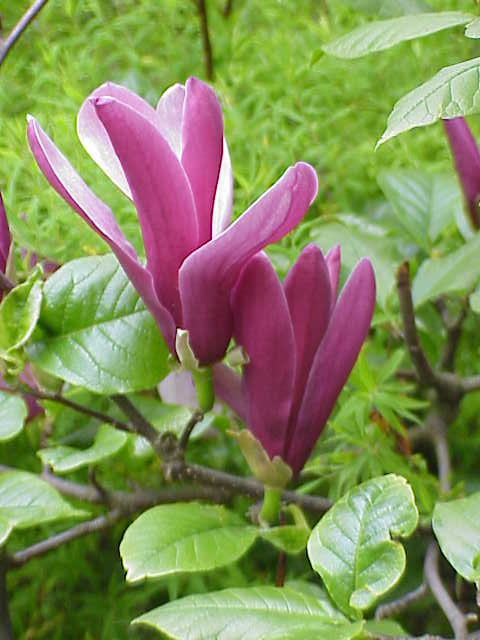
Inflorescencia uniflora terminal en Magnolia liliflora.

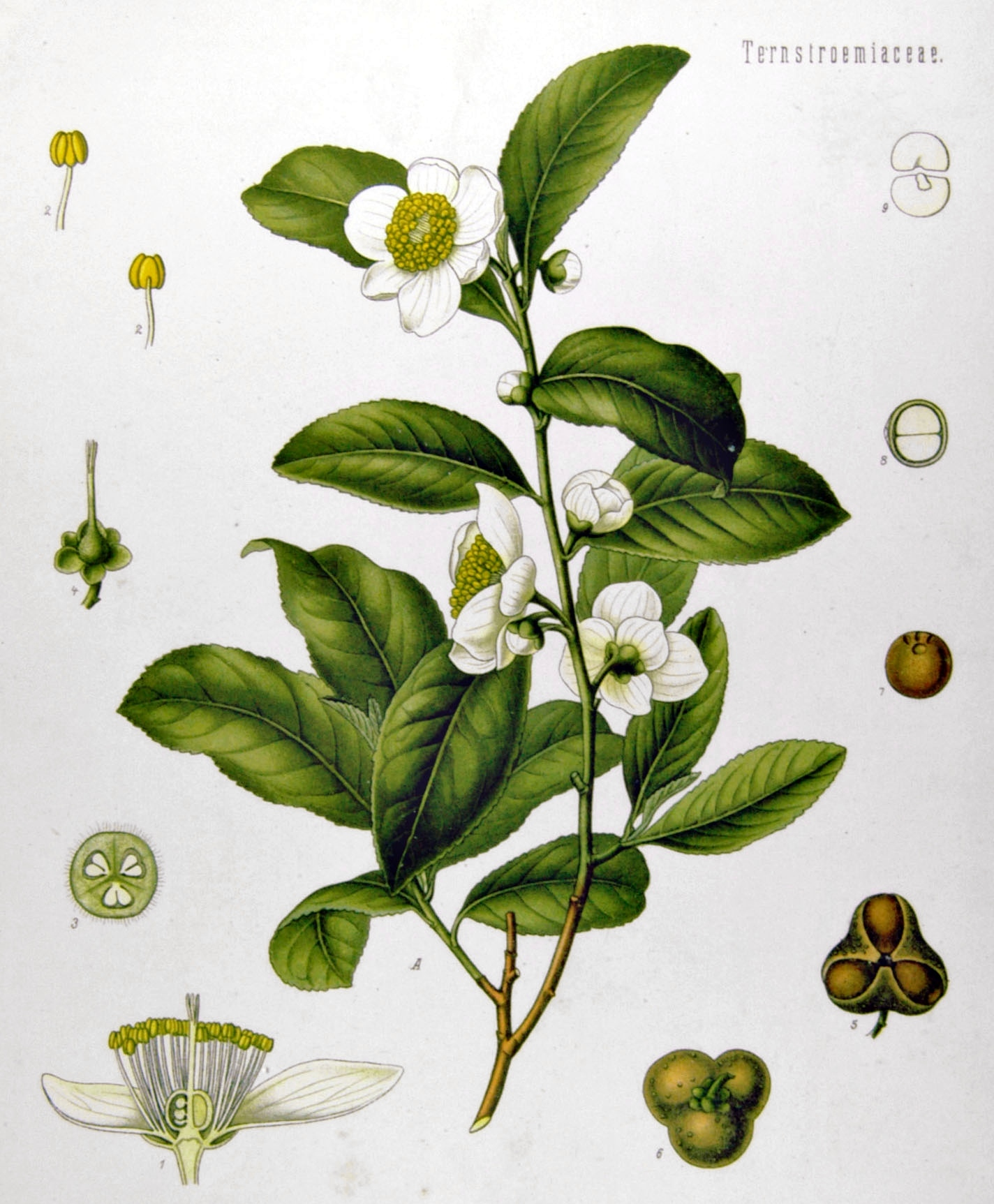
Inflorescencia uniflora axilar en Camellia sinensis.

En la botánica, la inflorescencia es la disposición de las flores sobre las ramas o la extremidad del tallo; su límite está determinado por una hoja normal. 
La inflorescencia puede presentarse en una sola flor, como en el caso de la magnolia o el tulipán, o constar de dos o más flores como en el gladiolo y el trigo. En el primer caso se le denominan inflorescencias unifloras y en el segundo se las llama plurifloras. 
Las inflorescencias unifloras pueden ser terminales como en la magnolia, o axilares como en la camelia, y constan generalmente del pedicelo y algunas brácteas. 
Los órganos constitutivos de las inflorescencias plurifloras son las flores provistas o no del pedicelo, el eje o receptáculo común, el pedúnculo y las brácteas.
El pedicelo es la parte del tallo que sostiene la flor; a veces es muy corto, y otras veces es nulo, en cuyo caso la flor se dice sentada o sésil.
El eje o raquis es la parte alargada del tallo que lleva las ramas floríferas; si es corto y está ensanchado en forma de plato se llama receptáculo común.
El pedúnculo, es la parte del tallo que soporta el raquis o el receptáculo común. El eje que sale de la base arrosetada de la planta o de un órgano subterráneo se llama escapo (por ejemplo, amaryllis, o Agapanthus, Taraxacum).
Las brácteas o hipsófilos son las hojas modificadas, generalmente menores que las hojas normales, coloreadas o verdosas, que nacen sobre el ráquis o acompañan a las flores. Algunas veces faltan, como en el caso de las crucíferas, otras veces reciben nombres especiales, tales como glumas y glumelas en las poáceas y ciperáceas, o espata en las aráceas y palmeras. En otros casos las brácteas forman órganos protectores de las flores (involucros), como la cúpula de quercus y el erizo del castaño.
El prófilo o bracteola es la primera bráctea de una rama axilar, está dispuesta del lado opuesto a la hoja normal. En las monocotiledóneas es bicarenada y por el dorso, cóncavo, se adosa el eje que lleva la rama. En las espiguillas de las poáceas el prófilo recibe el nombre de pálea o glumela superior.

## Tipos de inflorescencias

Espádice.

Las inflorescencias plurifloras pueden ser simples, si solo constan de un eje o receptáculo común que lleva las ramitas unifloras o compuestas cuando el eje principal lleva ramas plurifloras laterales.
De acuerdo con la forma y desarrollo del eje se distinguen dos tipos diferentes de inflorescencias: las racimosas, cuyo crecimiento es indefinido, y las cimosas, de crecimiento definido.
En ambos casos pueden estar formadas por inflorescencias elementales de igual naturaleza que la inflorescencia total (por ejemplo, racimo de racimos o espiga de espigas) y se las denomina inflorescencias homogéneas. Por el contrario, pueden estar formadas de elementos de distinta naturaleza, sea del mismo tipo (por ejemplo, racimo de espigas) o de distinto tipo (por ejemplo, cima de capítulos). En el primer caso se las denomina inflorescencias heterogéneas y, en el segundo, inflorescencias mixtas.
En los casos en que la inflorescencia pluriflora simula una sola flor, tal como el capítulo de las compuestas (asteraceae), el espádice de las aráceas o el ciatio de euphorbia, se le denomina pseudanto. 

### Inflorescencias abiertas o racimosas
Las inflorescencias se denominan abiertas, racimosas o racemosas cuando los meristemas apicales de los diversos ejes mantienen su actividad mientras dura el crecimiento de estas. En este tipo de inflorescencias todas las flores son laterales. El eje o raquis de la inflorescencia crece indefinidamente mientras a los costados se producen yemas florales que se abren a medida que aquel se desarrolla. Los botones apicales, o del centro de la inflorescencia, son los últimos en abrirse. La marcha de la floración es centrípeta. 
En este tipo de inflorescencias se distinguen cuatro clases diferentes que ofrecen una notable diversidad de formas: el racimo, la espiga, la umbela y el capítulo.

### Inflorescencias cerradas o cimosas

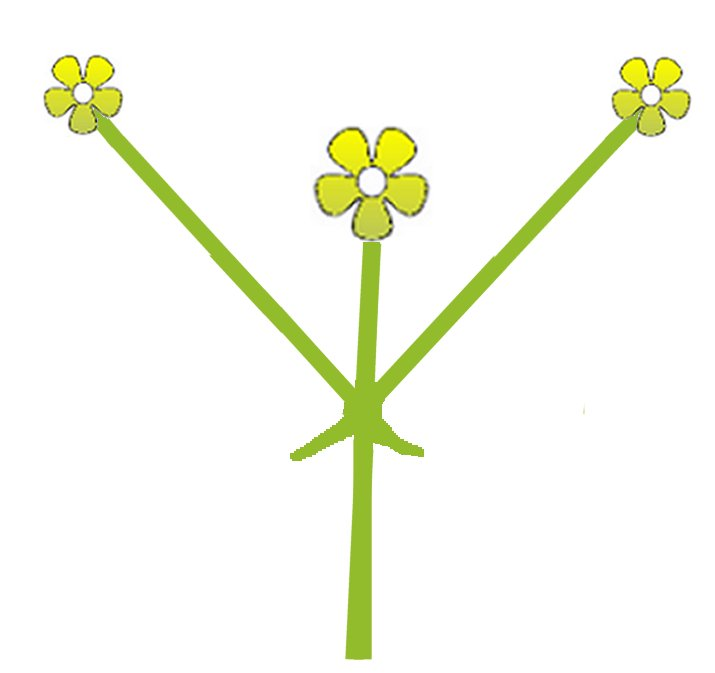
Cima.

Las inflorescencias se denominan cerradas o cimosas cuando los meristemas apicales de los diversos ejes se consumen en la producción de flores. Por debajo de la yema terminal convertida en flor, otras yemas laterales producen nuevos ejes. En este tipo de inflorescencias todas las flores son terminales. En las inflorescencias cimosas la flor terminal del eje principal es la primera en abrirse, seguida de las flores terminales de los ejes de segundo orden, tercero, etc. 
Por su aspecto general recuerdan a inflorescencias racimosas, pero el desarrollo de la floración es diferente, pues comienza por la flor central y termina en las laterales, siguiendo una marcha centrífuga. 
Es común, además, que la bráctea aparezca del lado contrario a la rama florífera; esto se debe a que cada eje que va naciendo remata en una flor y cesa de crecer, comenzando el crecimiento de otra rama en la axila formada por la hoja y la ramita floral.
El número de ramas floríferas que se desarrolla debajo de la primera flor, o donde se ha interrumpido el crecimiento vegetativo es variable entre una o más. En el caso de ser única, la inflorescencia se llama monocasio (por ejemplo, el Iris), si son dos dicasio (por ejemplo, las cariofiláceas), si son tres o más se denomina pleiocasio (por ejemplo, geranium). Las inflorescencias cimosas comprenden muchas clases, entre las cuales las principales son la cima helicoidal, la cima circinada, la cima dicotómica, la cima umbeliforme, la cima corimbiforme y la cima capituliforme.

### Inflorescencias especiales
Se trata de inflorescencias que no siguen ningún patrón específico para la ramificación del eje floral. Son muy raras, y se presentan solo en algunos taxones.
- Sicono: El eje floral es carnoso y envolvente; las flores son unisexuales, pero se presentan en la misma inflorescencia en igual número. Es propio del género Ficus.
- Ciato: El eje es carnoso; las flores son unisexuales, con flores masculinas monandras (cuyo número varía de cinco a siete) y una sola flor femenina central. Se presenta solamente en el género Euphorbia.

## Diferencias con el tallo
Las inflorescencias se diferencian del resto del tallo vegetativo por algunas características como: 
- Tienen crecimiento limitado, concluyendo su vida cuando se ha realizado la función reproductora, a diferencia del tallo vegetativo que tiene crecimiento ilimitado.
- Sus yemas suelen transformarse en ramas, de ahí que a menudo estén muy ramificadas, a diferencia del tallo vegetativo que mantiene yemas inactivas.
- Suelen presentar hojas diferentes en el tamaño, forma y color de las que porta el tallo vegetativo. Estas hojas se denominan brácteas, y su misión suele ser la protección de las ramas reproductoras.
- La ramificación de la inflorescencia se completa en muy poco tiempo, a diferencia de la relativa lentitud del tallo vegetativo para ramificarse.
- Los elementos de las inflorescencias son tallos o ramas con hojas en cuyas axilas nacen flores. Al tallo se le llama eje de la inflorescencia, y puede ramificarse en ejes secundarios, terciarios, etc.